# Jambalaya Mix
Jambalaya Mix – drugi studyjny album Shazzy wydany na kasecie magnetofonowej jesienią 1993 roku.

## Lista utworów
Strona A
1. "Jambalaya Mix"
2. "Jackie, Jackie"
3. "Królowa nocy"
4. "Powiedz mi"

Strona B
1. "Znikający punkt"
2. "Chinatown"
3. "Co z tego masz"
4. "Jesteś moim ideałem"
5. "Mała Pigi"